# جاش همیلتون (هنرپیشه)
جاش همیلتون (انگلیسی: Josh Hamilton؛ زادهٔ ۹ ژوئن ۱۹۶۹) یک هنرپیشه، و بازیگر سینما اهل ایالات متحده آمریکا است. وی از سال ۱۹۷۷ میلادی تاکنون مشغول فعالیت بوده‌است.
از فیلم‌ها یا برنامه‌های تلویزیونی که وی در آن نقش داشته است می‌توان به هویت بورن، جی. ادگار، پیمانکار، حفرکنندگان، زنی دیگر، بلیز، حرف، متاسفم، متنفران، خانه بله، پر شده، دویدن دختر را ببینید و با افتخار اشاره کرد.